# ビルマ連邦国民評議会
ビルマ連邦国民評議会（ビルマれんぽうこくみんひょうぎかい、ビルマ語:  ပြည်ထောင်စုမြန်မာနိုင်ငံအမျိုးသားကောင်စီ、英語: National Council of the Union of Burma、略称: NCUB）は、かつて存在したビルマ（ミャンマー）の運動組織。

## 概要
ビルマ連邦国民評議会はビルマ連邦国民連合政府を含む26の民主派団体からなる組織であり、議長はカレン民族同盟のボー・ミャが務めていた。
軍事政権に対してリベラルな立場から抵抗し、民主化を求めていた。同国の民主化運動団体や少数民族の団体、労働組合、亡命中の国会議員などによる連合体であり、中道左派の傾向を持つ。ビルマ連邦国民連合政府がいわゆる「亡命政府」であるのに対して「政党・政治運動」に相当する。
ビルマ民主化運動の中では特に政治色の強い部門として全世界に情報を発信しつつ外交・広報・国際交流活動を担う組織ともいえ、アジア・リベラル民主評議会に参加するほか、日本では政党より、むしろ連合など労働組合やNGOとも友好関係にあった。
Lintner (2023)は「ビルマ族と少数民族の間に政治的な一致がなかったためにすぐに忘れ去られた」としている。

## 歴史
1988年の8888民主化運動後、タイ・ミャンマー国境のカレン民族同盟支配地域に逃れた活動家や学生らにより、ビルマ民主戦線（Democratic Front of Burma: DFB）が結成された。1991年2月、DFBは反軍事独裁民族連帯委員会（Anti-Military Dictatorship National Solidarity Committee: ANSC）に改名され、翌年1992年にビルマ連邦国民評議会となった。
1990年代後半以降、NCUBはビルマ労働組合連合（Federation of Trades Union of Burma: FTUB）書記長のマウンマウンにより支配されており、カレン民族同盟の強硬派と密接な関係を保ち、停戦に反対し、武装闘争の継続を促した。